# Циклон
Циклон (грч. kyklon — који се креће, обрће), или барички минимум, подручје је сниженог притиска у у извантропским земљописним ширинама, с пречником од око 500 километара до више хиљада километара, у којем постоји вртложно струјање ваздуха које се може протезати и кроз целу тропосферу. Означава се словом N (или C). на баричким картама се представљају системом концентричних изобара овалних или кружних облика. На синоптичким картама подручје циклона ограничено је с више затворених изобара; ветрови у циклону дувају на северној хемисфери у смеру супротном од кретања казаљке на сату, а на јужној хемисфери у смеру кретања казаљке на сату (циклонална циркулација). Због тога што је струјање ваздуха у циклону редовито повезано с минимумом у расподели притиска на морском нивоу (барометарски или барички минимум), каткад се подручје сниженог притиска зрака назива и депресија.
Циклон се означава словом Н (или Ц). Ваздух у том пољу струји од рубова према средишту, због концентрације почиње се издизати и хладити, те настају услови за настанак падавина. Циклон доноси промењиво време и падавине. У циклону је притисак ваздуха обично нижи од 1 013 hPa. Физички, циклон настаје деловањем Кориолисове силе на ваздушне масе. 
На време на Балкану највише утиче Ђеновски циклон која настаје у источном Средоземљу, тачније у Ђеновском заливу.. Постоји такође Исландски циклон који делује током целе године (због голфске струје). Он доноси нешто топлије време у односу на претходне дане. Постоје исто тако и стационирани циклони, то јест циклони који се дуже задржавају над неким подручјем. Такви циклони обично доносе нестабилност на више од три дана. 
У Европи се циклони углавном крећу од запада према истоку, али има и одступања. Пре циклона обично дува слабо до умерено југо или југозападњак, а два до три дана пре његовог доласка на небу се могу уочити високи облаци цируси, који су иначе носитељи лошег времена. Пред пролазак циклоне задува обично хладнији ветар са севера или са северозапада и то због ширења антициклоналног гребена и доласка лепшег времена. Постоје и тропски циклони које се јављају у Пацифику и обично доносе јаке кише и прати их олујан ветар који неретко досежу брзину од 150 . Такви циклони се јављају између јуна и октобра. Тропски циклони се могу развити и у урагане само ако за то постоје услови, али најчешће нестају приближавајући се обалском подручју. Због таквих циклона сваке године настају милионске штете и живот изгуби на хиљаде људи.

## Циклон и антициклон
Циклон је огромни ваздушни вртлог сниженог притиска ваздуха, у којем се честице ваздуха на северној хемисфери крећу у смеру супротном казаљци на сату, а на јужној хемисфери у смеру казаљке на сату. Идући од средишта циклона према његовој периферији, расте притисак ваздуха, те су изобарне површине снижене према средишту циклона. Изобаре су у циклону затворене криве, сличне елипси. Водоравни пречник циклона износи од 100 до 3 000 km, а усправно се циклон простире каткада и до висине од 15 до 20 km. У умереним земљописним ширинама притисак се у средишту циклона мења од 950 до 1 030 , а у просеку износи око 1 000 mbar. У тропским пределима притисак у средишту циклона може пасти на 900 mbar, понекад и ниже. 
Антициклон је подручје повишеног притиска ваздуха с највећом вредношћу у средишту. И то је огроман ваздушни вртлог, али кретање честица ваздуха је супротно од оног у циклону; на северној Земљиној хемисфери честице се крећу у смеру казаљке на сату, а на јужној обратно. Изобаре су у антициклону такође затворене криве, често елипсоидног облика. Највиши притисци у средишту антициклона могу бити и већи од 1 050 mbar, а највиши је забележени притисак је од 31. децембра 1968. у Агати (северни Сибир) и износио је 1 083,8 mbar. 
Уместо назива циклон и антициклон понегдје се још употребљавају називи барички минимум и барички максимум, а за циклон и назив депресија. 
Према земљописном подручју настанка разликују се: извантропски циклон и антициклон, тропски циклон (такозвани циклони) с називима урагани и тајфуни те суптропски антициклон. 

### Теорија настанка циклона
Данас је прихваћена теорија настанка циклона на поларном фронту, коју је развила бергенска школа (Џејкоб Бјеркнес и Х. Солберг од 1921. до 1923). Због поремећаја атмосферског фронта настаје мали талас, у којем у предњем делу напредује топли, а на задњем хладни ваздух, те фронтална површина добија постепено својства топлог, односно хладног фронта. Поремећај се помиче уздуж првобитног стационарног фронта, и то у смеру општег струјања у висини. 
Даљи развој поремећаја зависи од динамичких услова у атмосфери. Ако таласна дужина поремећаја премашује критичну вредност (динамички лабилно стање), на врху таласа смањиће се притисак и постепено даљим продубљивањем довести до затворене циклонске циркулације (затворене изобаре) те израженог таласног облика поремећаја с топлим и хладним фронтом, који одељују и ограничују такозвани топли сектор циклона. Тако развијени циклон назива се младим циклоном, и већ има развијени облачни систем и подручја падавина. Кретање младог циклона може се приближно одредити према смеру изобара у топлом сектору. Иза хладног фронта, на задњој страни циклона притисак ваздуха расте, испред топлог фронта притисак ваздуха пада и при том се циклон даље продубљује. Затворена циклонска циркулација захвата постепено све веће подручје, и до 1 000 km у пречнику. 
Хладни фронт младог циклона креће се редовно већом брзином од топлог фронта, те се постепено топли сектор све више сужава, и то тако да сустизање фронта започиње од средишта циклона. Циклон постепено оклудира, и настаје оклудирани фронт. Место где се секу топли и хладни фронт (тачка оклузије) постепено се сели све даље од средишта циклона и истодобно настаје највећи пад притиска. У том стадијуму подручје падавина захвата и читав фронт оклузије. Временски размак између младог и деломичног оклудираног циклона износи око 12 сати. 
Током даљег развоја циклона оклузивни процес захвата све веће делове фронталног система, који се све више савија према назад, што се може видети са сателитских снимака облачног система оклудираног циклона. У задњем стадијуму продубљивања циклон заузима читаву тропосферу. Кретање се циклоне све више успорава да би у задњем стадијуму постало квазистационарно. Хладни ваздух у доњој тропосфери заузима све делове циклона, а топли ваздух је подигнут у висину.
Крај развоја циклона преставља завршетак процеса оклузије. Кад се циклон почне постепено попуњавати (притисак расте на читавом подручју), постепено престају падавине, а распада се и облачни систем циклона. 
Циклони које долазе с Атлантика на европско копно обично стижу на континент већ оклудирани. На једном поларном фронту над Атлантиком редовно се ствара низ узастопних циклона, такозвана породица циклона, од којих сваки нови настаје све јужније. Таква породица циклона може обухватити од 3 до 5 циклона, који се крећу од запада према истоку све јужнијим путањама, а у размаку од једног до два дана. Серија циклона завршава се кад продор хладног ваздуха на задњој страни поларног фронта стигне до суптропских ширина. 
Приказани развој циклона одговара просечном стању, од којег поједини циклони могу знатно одступати. Ваља напоменути да се циклон у одређеним условима може и регенерирати. То настаје кад се циклон приближи веома загрејаном копну, или се у њега увуче врло хладни ваздух на континенту. Циклони могу настати на поларном фронту и у западном Средоземљу (Ђеновски циклон), пре свега због јаког продора поларног ваздуха у Средоземљу. Управо су такви циклони најважније за време у нашим крајевима, јер доносе највеће падавине и знатне промене времена. 
Најважнији процеси који условљавају метереолошке прилике у антициклонима јесу истицање ваздуха у доњим слојевима и силазно струјање ваздуха уз адијабатско загревање у вишим слојевима (доњој тропосфери). Због спуштања ваздуха настају у антициклонима на висини од неколико километара такозване инверзије супсиденције (инверзије температуре због адијабатског загрејавања слоја ваздуха који се спушта према тлу, тако да температура ваздуха у том слоју расте с висином) испод којих, ако је ваздух влажан, могу настати стратуси и стратокумулуси, посебно у хладно доба године. Небо је тада потпуно облачно, што може потрајати данима, па и недељама. Супротно томе, лети је за антициклоне својствено ведро или мало облачно време, а температуре су ваздуха високе. Ведро време може постојати у антициклонима и зими ако се у њима налази континентални суви ваздух. Уз слабе ветрове, пре свега ако је тло покривено снегом, могу при тлу настати јаке инверзије и врло ниске температуре. 
Својства времена у антициклонима зависе и од тога да ли се посматрано место налази близу средишта или уз руб антициклона. На рубовима антициклона појављују се често временске прилике које су својствене за секторе суседних циклона. 
Према саставу и настанку, антициклони се могу разврстати на антициклоне које путују (настају између циклона једне породице циклона), хладне антициклоне (настају на задњој страни серије циклона), квазистационарне антициклоне (настају након продора хладног ваздуха и могу заузимати велики простор, често и површине читавог континента, а задржавају се на истом месту дуго времена) и суптропске антициклоне (подручја високог притиска, која заузимају велики простор, простиру се до великих висина и готово су непомична). Антициклони, који заузимају велики простор и читаву тропосферу, редовно постају велика управљачка средишта за кретање циклона на свом рубу. Тако на пример, веома изражени антициклон у Западној Европи може постати блокирајуће средиште, које кроз дуже време онемогућују продор циклона на европско копно.

## Развој и особине циклона
Ваздух у циклонском пољу струји од крајева према средишту, због концентрације почиње се издизати и хладити, па настају услови за настанак падавина. Циклон доноси промењиво време и падавине. У циклону је притисак ваздуха обично нижи од 101,3 кило-паскала. Ваздух у циклонима се креће у смеру супротном од кретања казаљке на сату. 
У Европи циклони се углавном крећу од запада према истоку, али има и одступања. Пре циклона обично дуне слаб до умерен југо или југозападњак, а два до три дана пре њеног доласка на небу се могу уочити високи облаци цируси, који су иначе носиоци лошег времена. Пред пролазак циклона задува обично хладнији ветар са севера или са северозапада и то због ширења антициклоналног гребена и доласка лепшег времена. 

## Типови циклона
Постоје два основна типа циклона, у зависности од климатског појаса у којем се јављају:
- тропски циклон

(Јавља се у у екваторијалним и тропским ширинама у чијем је средишту најнижи притисак. Праћени су јаким кишама и пљусковима и прати их олујан ветар који неретко достиже брзину од 70 m/s. Такви циклони се јављају између јуна и октобра. Величина у пречнику им се креће од 100 до 300 km).
- вантропски циклон

(Везан је за умерене и поларне ширине и развија се у арктичким пределима. Већина циклона је овог типа. Већих су просторних размера и немају олујна својства као тропски циклон)

## Локални циклони
Циклонски ветрови имају различите називе и неким деловима света.
- багујос (на Филипинима)
- вили-вили (у Аустралији)
- оркан (на Пацифику)
- тајфун (у Јапану и Кини)
- ураган (САД, Кариби)
- харикен (на Пацифику)